# Том Морело
Том Морело (на английски: Tom Morello) е американски китарист. Роден е в Ню Йорк на 30 май 1964 г. Става известен като част от групите Рейдж Агейнст дъ Мъшин и Аудиослейв.
Споменат е в статията „The Top 20 New Guitarists“ на списание Rolling Stone и е под номер 26 в статията за „100-те най-известни китаристи на всички времена“ („100 Greatest Guitarists of All Time“) на същото списание.